# 余暇満足度
余暇満足度（よかまんぞくど、Leisure satisfaction）とは、余暇活動に従事した結果として形成、誘発される肯定的な認識や感情である。

## 解説
ここでの「余暇」とは、「仕事、社会、家族の責任から解放されたときに、自発的に従事する活動を指す。」
余暇の満足度に寄与するのは、現在余暇の経験や活動にどの程度満足しているかである。欲求が満たされることで、満足感や幸福感といったポジティブな感情を得る。余暇活動への参加と余暇の満足度は、健康と密接に関連している。
コールドウェルは、余暇活動が、人生のネガティブな経験に対する回復力を高める多くの防衛特性と関連している可能性があると考えている。保護因子として作用する余暇活動の側面には、「その活動が個人的に有意義で、興味深く、または挑戦的であること、社会的支援や友情を提供すること、有能感や自己効力感に寄与すること、個人的なコントロール、選択、自己決定の感覚を与えること、そして、リラックスさせ、または人生の否定的なイベントから気をそらすこと」がある。余暇活動は、種類は多岐にわたるが、文化を超えて健康に有益であることが証明されている。